# La Masica
La Masica – gmina (municipio) w północnym Hondurasie, w departamencie Atlántida. W 2010 roku zamieszkana była przez ok. 185,8 tys. mieszkańców. Siedzibą administracyjną jest miasto La Masica.

## Położenie
Gmina położona jest w środkowej części departamentu. Graniczy z 4 gminami:
- Olanchito i Yoro od południa,
- Esparta od zachodu,
- San Francisco od wschodu.

Od północy obszar ogranicza Morze Karaibskie.

## Miejscowości
Według Narodowego Instytutu Statystycznego Hondurasu na terenie gminy położone były następujące miejscowości:

- La Masica
- Agua Caliente
- Agua Fría
- Boca Cerrada
- Colinas
- El Desvío
- El Naranjal
- El Oro
- El Recreo
- La Cumbre
- Monte Negro
- San Antonio
- San Juan Benque
- San Juan Pueblo
- San Marcos
- Santa Fe
- Soledad
- Tierra Firme
- Trípoli

## Demografia
Według danych honduraskiego Narodowego Instytutu Statystycznego na rok 2010 struktura wiekowa i płciowa ludności w gminie przedstawiała się następująco:
| Wiek      | 0–3   | 4–6   | 7–12  | 13–17 | 18–24 | 25–64 | 65+   | razem  |
| La Masica | 3 168 | 2 449 | 4 640 | 3 409 | 3 614 | 9 698 | 1 223 | 28 202 |
| Mężczyźni | 1 586 | 1 255 | 2 231 | 1 697 | 1 804 | 4 632 | 586   | 13 791 |
| Kobiety   | 1 582 | 1 195 | 2 408 | 1 712 | 1 810 | 5 067 | 637   | 14 411 |